# Penoselo
Penoselo es una localidad española del municipio de Vega de Espinareda, en la provincia de León, comunidad autónoma de Castilla y León. 
La iglesia está dedicada a san Antonio Abad.

## Localidades limítrofes
Confina con las siguientes localidades:
- Al norte con Burbia.
- Al noreste con Villarbón.
- Al este con La Bustarga.
- Al sureste con Moreda y San Martín de Moreda.
- Al suroeste con Aira da Pedra.

## Historia
Así se describe a Penoselo en el tomo XIII del Diccionario geográfico-estadístico-histórico de España y sus posesiones de Ultramar, obra impulsada por Pascual Madoz a mediados del siglo XIX:

Lugar en la provincia de León (19 leguas), partido judicial de Villafranca del Bierzo (3 ½), diócesis de Astorga (12), audiencia territorial y capitanía general de Valladolid (37), ayuntamiento del valle de Finolledo. Situado en una cañada que baja de Burbia a San Martín; su clima es frío, sus enfermedades más comunes dolores de costado, pulmonías y catarros. Tiene unas 22 casas; iglesia aneja del valle de Finolledo, dedicada a San Antonio, y medianas aguas potables. Confina con Burbia, la Bustarga, San Martín, Moreda y Airadepedra. El terreno es de inferior calidad, y le fertilizan las aguas que bajan de los montes de Burbia. Los caminos dirigen a los pueblos limítrofes; recibe la correspondencia de Villafranca. Producciones: algún centeno, patatas, castañas y pastos; cría ganados, y caza mayor y menor. Población: 20 vecinos, 70 almas. Contribución: con el ayuntamiento.
Diccionario geográfico-estadístico-histórico de España y sus posesiones de Ultramar

## Demografía
Evolución de la población
| Gráfica de evolución demográfica de Penoselo entre 2000 y 2017     |
|                                                                    |
| Población de derecho (2000-2017) según el padrón municipal del INE |